# Torilis japonica
Espèce
Torilis japonica (le Torilis du Japon , Grattau, Torilis anthrisque ou Torilis faux cerfeuil)  est une espèce de plantes à fleurs de la famille des Apiacées. C'est une plante herbacée.
L'espèce figure sur la liste rouge des plantes menacées dans toute la Suisse.      

## Liste des sous-espèces
Selon Tropicos (26 juin 2015) :
- sous-espèce Torilis japonica subsp. ucrainica Soó